# Wie wordt de man van Froukje?
Wie wordt de man van Froukje? is een televisieprogramma dat tussen 20 maart en 5 juni 2007 werd uitgezonden op RTL 4, waarin Froukje de Both op zoek ging naar een partner. Op 28 december 2006 deed zij een eerste oproep op televisie, samen met de presentator van het programma, Martijn Krabbé.
Er reageerden zo'n duizend mannen op de oproep. Daarvan waren er 160 op een selectiedag gekomen en hebben zestig mannen met de drie adviseurs van De Both gesproken. Deze adviseurs waren door haarzelf aangesteld en kenden haar door en door. Het waren jeugdvriendin Pien, De Both's vader Kees en vriendin/visagiste Angelique. Zij stonden De Both ook de rest van het traject bij.
De twaalf beste kandidaten uit de preselectie namen hun intrek in een villa, waar ze in de gaten werden gehouden door De Both en haar adviseurs. De mannen moesten zich bewijzen op het gebied van humor, romantiek en strijdvaardigheid. Aan het einde van elke aflevering werd één man naar huis gestuurd; uiteindelijk bleven er twee finalisten over met wie De Both op vakantie zou gaan. Na deze reis zou Froukje haar favoriet kiezen.
Het programma was de Nederlandse versie van het in België zeer succesvolle VTM-programma Wie wordt de man van Wendy? De betreffende Wendy, Wendy Van Wanten, woont overigens inmiddels samen met de man van haar keuze, Frans Vancoppenolle. Op dinsdag 5 juni 2007 werd bekendgemaakt wie de man van Froukje de Both werd: Alexander Kruis, die het in de laatste uitzending op nam tegen zijn rivaal Etienne Baumann. Uiteindelijk kreeg Froukje geen relatie met Kruis. In 2011 kwam RTL 4 terug met het programma Wie kiest Tatjana?.